# Chủ nghĩa độc tôn dị tính
Chủ nghĩa độc tôn dị tính chỉ thái độ, thành kiến và sự kỳ thị đối với các mối quan hệ đồng tính luyến ái. Chủ nghĩa này cũng có thể cho rằng tất cả mọi người là dị tính luyến ái và cho rằng sự hấp dẫn bởi người khác phái và mối quan hệ với người khác phái là chuẩn mực và tốt đẹp. Người có xu hướng tính dục nào cũng đều có thể có quan niệm như vậy. Khi suy nghĩ của mọi người có xu hướng theo hướng dị tính luyến ái, "dị tính luyến ái thấm vào và trở thành đặc thù của các tổ chức kinh tế, văn hóa và xã hội".